# Dalea daucosma
Dalea daucosma är en ärtväxtart som beskrevs av Rupert Charles Barneby. Dalea daucosma ingår i släktet Dalea, och familjen ärtväxter. Inga underarter finns listade i Catalogue of Life.